# آیل آو وایت (ویرجینیا)
آیل آو وایت (به انگلیسی: Isle of Wight) یک منطقهٔ مسکونی در ایالات متحده آمریکا است که در Isle of Wight County واقع شده‌است. آیل آو وایت ۱۷٫۹۸ متر بالاتر از سطح دریا واقع شده‌است.